# John Gregory Hawkes
Pour les articles homonymes, voir John Hawkes.
John Gregory Hawkes, né le 27 juin 1915 à Bristol et mort le 6 septembre 2007 à Reading, est un botaniste britannique spécialisé dans la connaissance des ressources génétiques relatives aux plantes cultivées. Il fut considéré de son vivant comme l'autorité mondiale dans le domaine de l'évolution et de la génétique de la pomme de terre.

## Biographie
Passionné par la botanique dès son plus jeune âge, J. G. Hawkes a commencé ses études à la Grammar School de Cheltenham (Gloucestershire). Il obtient par la suite une licence en sciences naturelles au Christ's College de l'université de Cambridge, puis un doctorat sur la génétique de la pomme de terre.
Pendant ses études de doctorat, il est retenu par le Commonwealth Bureau of Plant Breeding and Genetics (Bureau du Commonwealth de sélection et de génétique des plantes) pour participer à l'expédition scientifique organisée par ce dernier en Amérique latine pour collecter de nouvelles souches de pommes de terre.
Cette expédition, initialement prévue en 1937, se déroula de janvier à août 1939 sous la direction de E. K. Balls, avec la participation de J. G. Hawkes en tant que spécialiste de la pomme de terre. Auparavant, en 1938, J. G. Hawkes se rendit à Saint-Petersbourg en Russie pour y rencontrer Vavilov qui avait organisé les expéditions russes de 1925-1932 sur le même sujet et étudier en détail leurs résultats.
Il fut président de la Société linnéenne de Londres de 1991 à 1994.

## Récompenses
Il reçut en  1984, la médaille de botanique de  la Société linnéenne de Londres. ainsi que diverses récompenses de l'Association américaine de génétique et la  Potato Association of America en 1973, .
Il fut déclaré membre honoraire d'Eucarpia (Association  européenne pour l'amélioration des plantes) en 1989 et professeur émérite de l'Institut Vavilov de Saint-Pétersbourg en 1999.
En 1994, il fut honoré de la médaille de l'ordre de l’Empire britannique.

## Principales publications
- (en) J. G. Hawkes, Chemotaxonomy and serotaxonomy, Londres, Academic Press, 1968 (ISBN 978-0-12-333350-6).

- (en) J. G. Hawkes et P.J. Hjerting, The potatoes of Argentina, Brazil, Paraguay, and Uruguay; a biosystematic study, Oxford, Clarendon P, 1969 (ISBN 0-19-854364-6).

- (en) Crop Genetic Resources for Today and Tomorrow (avec Sir Otto Frankel, eds. 1975)

- (en) Conservation and Agriculture (ed. 1979)

- (en) J. G. Hawkes, The diversity of crop plants, Cambridge, Mass, Harvard University Press, 1983 (ISBN 0-674-21286-X).

- (en) J. G. Hawkes, J.T. Williams et R.P. Croston, A bibliography of crop genetic resources, Rome, Italy, IBPGR, 1983 (ISBN 92-9043-108-3).

- (en) J. G. Hawkes et P.J Hjerting, The potatoes of Bolivia : their breeding value and evolutionary relationships, Oxford England New York, Clarendon Press Oxford University Press, 1989 (ISBN 0-19-854220-8).

- (en) J. G. Hawkes, The potato : evolution, biodiversity and genetic resources, Washington, D.C, Smithsonian Institution Press, 1990 (ISBN 0-87474-465-2).

- (en) The N.I. Vavilov Centenary Symposium (avec D.R. Harris, eds. 1990)

- (en) Vavilov Lectures (1994, en anglais et hongrois)

- (en) Hunting the Wild Potato in The South American Andes  (2004)